# Бебето беглец
„Бебето беглец“ (на английски: Baby's Day Out) е американски филм от 1994 г. Режисиран е от Патрик Рийд Джонсън, а сценарист е Джон Хюз. Продуциран е от Джон Хюз, Ричард Вейн и Уилям С. Бийсли. Във филма участват Джо Мантеня, Лара Флин Бойл, Джо Пантолиано, Синтия Никсън и др.

## „Бебето беглец“ в България
Филмът има синхронен дублаж на озвучаване на български език в студио за игрални филми „Бояна“ от дублажното студио Арс Диджитал Студио от видеоразпространителя Мейстар. Екипът се състои от:

### Арс Диджитал Студио
| Преводач            | Надя Баева      |
| Режисьор на дублажа | Иванка Гръбчева |

#### Дублажен състав
| Роля    | Изпълнител         |
| ------- | ------------------ |
| Еди     | Васил Бъчваров     |
| Вико    | Петър Гюров        |
| Норби   | Станислав Пищалов  |
| Ларейн  | Лидия Вълкова      |
| Бинк    | Светозар Кокаланов |
| Бавачка | Адриана Андреева   |

#### Допълнителни гласове
| Чавдар Монов |

### БНТ
През 1997 г. БНТ излъчва филма с войсоувър дублаж за телевизията. Ролите се озвучават от артистите Лидия Вълкова, Венета Зюмбюлева, Димитър Герасимов, Мариус Донкин, Веселин Ранков и Иван Танев.

### Андарта Студио
На 11 декември 2019 г. филмът е излъчен по Fox Life. Ролите се озвучават от артистите Елена Бойчева, Татяна Етимова, Христо Чешмеджиев, Кирил Ивайлов и Емил Емилов.